# Elst (Gelderland)
Elst ist ein Ortsteil der niederländischen Gemeinde Overbetuwe in der Provinz Gelderland und hat rund 22.485 Einwohner. Bis Ende 2000 war Elst eine eigenständige Gemeinde, die sich am 1. Januar 2001 mit den umliegenden Gemeinden Valburg und Heteren zusammengeschlossen hat.

## Verkehr
Elst liegt genau zwischen Arnhem und Nijmegen, welche durch die A 325 verbunden sind. Des Weiteren sind die A 15 und A 50 über eine direkte Verbindung mit der A 325 zu erreichen. Der Bahnhof Elst bietet während des Berufsverkehrs alle 15 Minuten eine Verbindung nach Arnheim und Nijmegen.

## Industrie
In der Nähe des Bahnhofs ist die niederländische Niederlassung der H. J. Heinz Company gelegen, die größte Produktionsstätte außerhalb Amerikas. Hier werden laut Angaben der TV-Dokumentationsreihe How it’s made über 90 Prozent der Ketchup-Produktion dieses Unternehmens in Europa produziert.

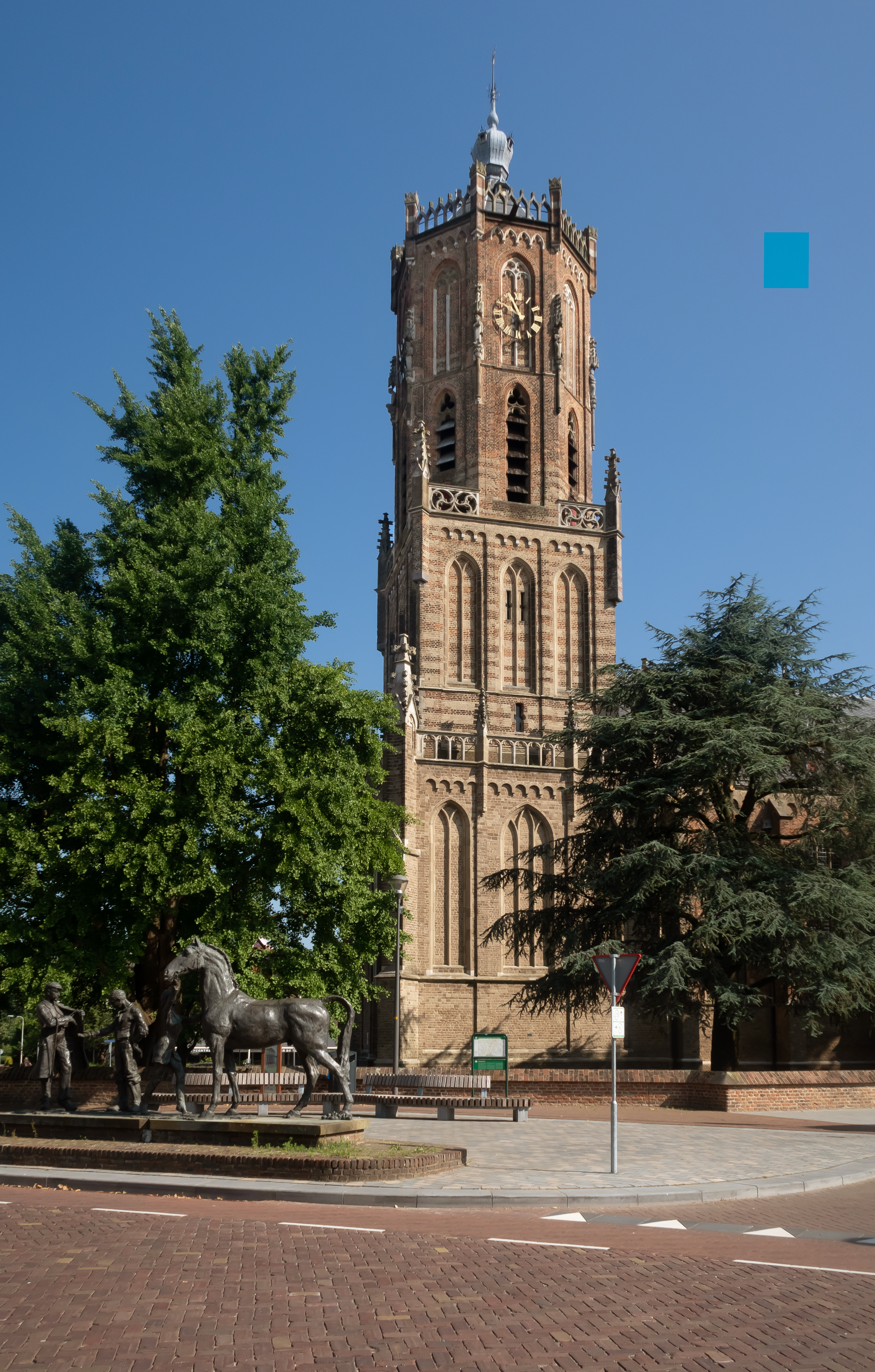
St. Martinskirche

## Sport in Elst
In Elst gibt es diverse Sportvereine:
- SC Elistha (Fußball)
- EZ&PC (Schwimmen und Wasserpolo)
- Gaviiformes (Tauchen)
- Gemini (Volleyball)
- HCOB (Hockey)
- Spero (Fußball)
- Unlimited (Basketball)

## Sehenswürdigkeiten
Die reformierte, spätgotische Große oder St. Martinskirche wurde im 15. Jahrhundert erbaut.

## Politik

### Sitzverteilung im Gemeinderat
Bis zur Auflösung der Gemeinde ergab sich seit 1982 folgende Sitzverteilung:
| Partei                                  | Sitze | Sitze | Sitze | Sitze | Sitze  |
| Partei                                  | 1982  | 1986  | 1990  | 1994  | 1997 a |
| --------------------------------------- | ----- | ----- | ----- | ----- | ------ |
| D66                                     | 1     | 2     | 5     | 6     | 6      |
| Dorpslijst Elst                         | —     | —     | —     | 2     | 3      |
| CDA                                     | 7     | 7     | 6     | 3     | 3      |
| PvdA                                    | 4     | 4     | 3     | 2     | 3      |
| VVD                                     | 3     | 2     | 1     | 2     | 2      |
| Samenwerkingsverband Dorpsbelangen Lent | —     | 2     | 2     | 2     | —      |
| Christelijke Samenwerking Lent          | 2     | —     | —     | —     | —      |
| Gesamt                                  | 17    | 17    | 17    | 17    | 17     |

## Persönlichkeiten
- Frits Kuipers (1899–1943), Fußballer
- Vader Abraham (1935–2022), Sänger
- Paul Kuypers (1939–1971), Agrarwissenschaftler
- Jeffrey Leiwakabessy (* 1981), Fußballer
- A-lusion (* 1983), Hardstyle-DJ & Produzent
- Dirk Proper (* 2002), Fußballspieler

## Sonstiges
- Die Apfelsorte Elstar ist nach der Stadt benannt.